# 県立大島病院
県立大島病院（けんりつおおしまびょういん）は鹿児島県奄美市名瀬真名津町にある県立の病院。
鹿児島県立病院事業の設置等に関する条例（昭和39年3月30日条例第45号）により設置される。
奄美市と大島郡で構成される奄美保健医療圏の鹿児島県災害拠点病院であるほか、2007年（平成19年）8月31日に地域医療支援病院の承認を受けており、エイズ治療拠点病院など各種の機能を有する。
屋上ヘリポートや集中治療室などを整備し、2014年（平成26年）6月9日に日本国内の離島では初となる「救命救急センター」が設置された。また、2016年（平成28年）12月27日より、当院を基地病院として、ドクターヘリの運用が開始された。これにより、鹿児島県で運用されているドクターヘリは2機となった。

## 診療科
- 内科
  - 糖尿病外来
  - 血液外来
  - 呼吸器外来
  - 禁煙外来
- 循環器科
  - ペースメーカー外来
- 消化器科
  - 肝臓外来
  - 内視鏡検査・治療（胃・大腸）
  - 腹部エコー
- 神経内科
  - ものわすれ外来
  - MRI
- 外科
  - 血管外科外来
  - 呼吸器外科外来
  - 内視鏡検査（胃・大腸）（腹部エコー）
  - 乳腺外来
  - 乳がん検診
  - ストーマ外来
- 整形外科（リハビリテーション科）
- 皮膚科
- 眼科
- 放射線科
- 麻酔科
- 精神科
- 小児科
  - 小児外科外来
  - 小児循環器外来
  - 小児血液外来
  - 小児発達外来
  - 小児泌尿器科外来
  - 乳幼児健診
- 産婦人科
- 脳神経外科
  - てんかん外来
  - 頭部MRI
- 泌尿器科（人工透析科）
  - 人工透析
- 耳鼻咽喉科
- 歯科・口腔外科
- 緩和ケア外来

（参考）診療案内

## 医療機関の指定・認定
（下表の出典）
| 身体障害者福祉法指定医の配置されている医療機関                                 |
| 難病の患者に対する医療等に関する法律（平成26年法律第50号）に基づく指定医療機関 |
| 指定小児慢性特定疾病医療機関                                                   |
| 保険医療機関                                                                   |
| 労災保険指定医療機関                                                           |
| 指定自立支援医療機関（更生医療）                                               |
| 指定自立支援医療機関（育成医療）                                               |
| 生活保護法指定医療機関                                                         |
| 結核指定医療機関                                                               |
| 指定養育医療機関                                                               |
| 原子爆弾被害者一般疾病医療取扱医療機関                                         |
| 地域医療支援病院                                                               |
| 災害拠点病院（地域）                                                           |
| へき地医療拠点病院                                                             |
| 小児救急医療拠点病院                                                           |
| 臨床研修病院（管理型）                                                         |
| エイズ治療拠点病院                                                             |
| 特定疾患治療研究事業委託医療機関                                               |
| DPC対象病院                                                                    |
| 第二種感染症指定医療機関                                                       |
| 救命救急センター                                                               |
| 地域周産期母子医療センター                                                     |

- 救急告示医療機関[6]
- 鹿児島災害派遣医療チーム（鹿児島県DMAT）指定病院[4]
- 公益財団法人日本医療機能評価機構認定病院[7]
- このほか、各種法令による指定・認定病院であるとともに、各学会の認定施設でもある。

## 交通アクセス
- しまバス「県立大島病院前停留所」下車正面[8]。